# Гудцов, Николай Тимофеевич
Николай Тимофеевич Гудцо́в (1 [13] ноября 1885 — 29 января 1957) — советский металловед, академик АН СССР (1939). Заслуженный деятель науки и техники РСФСР. Лауреат Сталинской премии второй степени (1943).

## Биография
Родился 1 (13) ноября 1885 год в Мещовске (ныне Калужская область). В 1902 году окончил реальное училище в Курске.
В 1911 году окончил Петербургский политехнический институт. С 1912 года — член Русского металлургического общества.
В 1913—1928 годах работал на Путиловском заводе (Петроград — Ленинград). В 1928—1939 годах — заведующий отделением металлографии Всесоюзного института металлов. Одновременно с 1920 года преподавал в ЛПИ имени М. И. Калинина (с 1930 года — профессор).
С 1939 года — заведующий отделом металловедения ИМАН имени А. А. Байкова. С 1943 года — профессор, заведующий кафедрой термической обработки и металловедения МИС имени И. В. Сталина.
В годы Отечественной войны руководил работами по выплавке специальных сталей для оборонной промышленности; создал рациональную рецептуру стали для производства сердечников для подкалиберных снарядов для 45, 57 и 76-мм орудий (1943; совместно с сотрудниками ИОНХАН).
Умер 29 января 1957 года. Похоронен в Москве на Новодевичьем кладбище.

### Семья
Жена — Зоя Владимировна, урожд. Белоручева (1906—1963).

## Память
- На здании по адресу Политехническая улица, 29 в 1989 году была установлена мемориальная доска (архитектор Г. П. Степанов) с текстом: «В этом здании в период с 1925 по 1949 год работал академик Николай Тимофеевич Гудцов»[2].

## Научная деятельность
Направления исследований — кристаллизация, термическая обработка, свойства специальных сталей.
Основные достижения:
- создана теория генезиса тетрагональных решёток железа,
- создана физическая теория превращений в стали при охлаждении,
- создана физическая теория деформации кристаллических тел,
- изучены формы взаимоотношения атомов железа и углерода в стали,
- разработано применение рентгеновского анализа к изучению строения закалённой стали,
- впервые в СССР создал фундаментальные курсы для студентов металлургических факультетов высших учебных заведений: «Специальная сталь, её свойства, обработка и применение» (1920—1928), «Металлография и термическая обработка стали» (1924—1932).

### Избранные труды
- Гудцов Н. Т. Возможные пути применения математического анализа в области физического металловедения // Тр. / Менделеевский съезд по чистой и прикладной химии, 3-й. — Пг.: Научн. хим.-техн. изд-во, 1923. — С. 145—148.
- Гудцов Н. Т. Основы физической металлографии стали. — Л., 1935—1936 — Ч. 1, 2.
- Гудцов Н. Т. Современное состояние учения о системе железо—углерод // Тр. / Всесоюз. съезд по качественным сталям, 1-й. — Т. 1. — М.; Л., 1935.
- Гудцов Н. Т. Сталь // Энциклопедический словарь Гранат. — Т. 41, Ч. 4. — СПб, 1926.
- Гудцов Н. Т. Сталь, её природа и свойства. — Л.: Кубуч, 1927.
- Гудцов Н. Т. Теория образования флокенов // Тр. / Всесоюз. совещание по борьбе с флокенами в стали. — М., 1941.
- Гудцов Н. Т. Учение о прочности и пластической деформации : Лекции в обработке Б. К. Вульф и др. — М., 1948.
- Гудцов Н. Т., Курдюмов Г. В., Селяков Н. Я. Рентгенографическое исследование структуры углеродистой стали // Журнал прикладной физики. — 1927. — Т. 4, Вып. 2.
- Гудцов Н. Т., Сильницкий П. К. К изучению процесса охлаждения больших масс стали применительно к условиям закалки этих масс // Съезд научных деятелей по металлургии им. Д. К. Чернова, 2-й (Ленинград, 25 мая — 3 июня 1924 г.). — Л., 1924.

## Награды
- два ордена Ленина (в том числе 27 марта 1954)
- орден Трудового Красного Знамени (29 ноября 1955)
- орден Красной Звезды (10 июня 1945)
- медали
- Сталинская премия II степени (22 марта 1943) — за многолетние выдающиеся работы в области науки и техники
- заслуженный деятель науки и техники РСФСР